# 허범욱
허범욱(영어: HUR BUM-WOOK, 1983년 ~ )는 대한민국의 애니메이션 감독이다.

## 생애
2009년 첫 단편 애니메이션 《평범한 식사》를 자력으로 제작하였다. 2010년 한국영화아카데미 정규교육과정에 애니메이션연출 전공으로 입학하였으며 2011년 12월부터 교내에서 장편애니메이션 제작연구과정을 시작하였다. 2015년 《창백한 얼굴들》로 제18회 홀랜드 애니메이션영화제 대상을 수상하였다. 김민섭과 유년시절 친구로 《나는 지방대 시간강사다》의 삽화를 그려주었다.

## 작품
- 2009년 : 《평범한 식사》 - 각본/감독
- 2010년 : 《집》 - 배경리터치, 세트제작
- 2011년 : 《완벽한 파트너》 - 타이틀 시퀸스 애니메이션 제작
- 2011년 : 《선량한 인간들의 도시》 - 각본/감독
- 2014년 : 《성실한 나라의 앨리스》 - 타이틀 제작
- 2014년 : 《창백한 얼굴들》 - 각본/감독

## 저서
- 2014년 : 《창백한 얼굴들》[7][8]